# Leptopholcus borneensis
Leptopholcus borneensis är en spindelart som beskrevs av Christa L. Deeleman-Reinhold 1986. Leptopholcus borneensis ingår i släktet Leptopholcus och familjen dallerspindlar. Inga underarter finns listade i Catalogue of Life.